# Los Barriga
Los Barriga est une telenovela péruvienne diffusée en 2009 par Frecuencia Latina et TC Televisión.

## Synopsis
Teresa Barriga a tout : une grande famille composée de ses parents, Panchita et Justino, qui sont très amoureux, de son frère Pepito. Dans la maison de Los Barriga, habitent Prudencio et Casimiro, qui ont grandi avec eux depuis l'enfance. Dès le premier chapitre, nous apprenons que Tere souffre et a toujours souffert de son problème de surpoids. Depuis  le lycée ses camarades se moquent d'elle, et constamment la traitent de baleine, de gras, d'hypopotame. 
C'est pourquoi Tere décide d'oublier ce cauchemar et de se joindre au club des personnes fortes Anonymes, où d'autres, comme elle, exposent leurs problèmes dans la vie. C'est là que Teresa fait connaissance de ceux qui sont ses meilleurs amis, Patty Orama, Asdrubal, Paco et Toño Villegas, sympathiques et prêts à aider Tere à trouver l'amour.

## Distribution
- Claudia Berninzon : Teresa Barriga[2]
- Julián Gil : Francesco Cezanne
- Orlando Fundichely : Mario Del Valle
- Marco Zunino : Carlos Alberto Irazábal
- Rebeca Escribens : Isabella Luján[3]
- Amparo Brambilla : Panchita de Barriga
- Ramón García : Justino Barriga
- Nicolás Fantinato : Prudencio
- William Bell Taylor : Leonardo
- Marcela Ruete : Karla
- Giovanna Andrade : Ivonne
- Diego Azanza : Olimpo Cárdenas
- Arturo Caballero : Toño Villegas
- Cati Caballero : Ana
- Carlos Cabrera : Mauriccio
- Giovanna Castro : Patty
- Ismael Contreras : Calixto
- Emilia Drago : Zulema
- Fiorella Flores : Cristina
- Clelia Francesconi : Pamela
- Renzo Guazzotti : Pepe Barriga
- Gabriel Iglesias : Martin
- Katherine Jiménez : Catalina
- Ana Cecilia Natteri : Doña Berta
- Adriana Quevedo : Deborah Martin
- Luis Antonio Reyes
- Luis Salas : Casimiro
- Camucha Negrete : Sixta
- Hernán Romero Berrio : Domingo
- Antonio Reyes : Paco
- Andrés Wiese : Esteban
- Viviana Andrade
- Luis Antonio Reyes
- Mario Soldevilla
- Rocío Grillo

## Diffusion internationale
- Frecuencia Latina
- TC Televisión
- RTP
- Telenica
- CDN2
- Televen
- Telemundo
- Megavision
- TLNovelas